# چاه علی‌اکبر
چاه علی‌اکبر یک منطقهٔ مسکونی در ایران است که در دهستان میغان واقع شده‌است.